# Víctor Bravo Durán
Víctor Bravo Durán (Sant Sebastià, 1954) és un polític basc. Militant del Partit Nacionalista Basc, ha estat Director de Patrimoni i Contractació del Govern Basc (1986-1990), cap del Servei de Recaptació de la Diputació Foral de Guipúscoa (1990-1991) i Director General d'Hisenda de la Diputació Foral de Guipúscoa (1991-2003). Fou escollit senador per Guipúscoa a les eleccions generals espanyoles de 2004 fins que renuncià al càrrec el 2007 degut a la seva possible implicació en un presumpte delicte de prevaricació i suborn